# Onavas
Onavas là một đô thị thuộc bang Sonora, México. Năm 2005, dân số của đô thị này là 392 người.